# Браски, Николетта
Николетта Браски (итал. Nicoletta Braschi; род. 19 апреля 1960 года, Чезена, Италия) — итальянская актриса и продюсер, также известна по своим актёрским работам совместно с мужем, актёром и режиссёром Роберто Бениньи.

## Биография
Николетта Браски училась в Римской Академии драматического искусства, именно в студенческие годы она познакомилась со своим будущим мужем Роберто Бениньи, в 1980 году. Спустя три года на экраны вышла их первая совместная картина «Ты беспокоишь меня». А в 1997 году вышла траги-комедия "Жизнь прекрасна", где они были семьёй, отправленной в концлагерь. 
Также Николетта появилась в двух фильмах американского кинорежиссёра и сценариста Джима Джармуша («Вне закона» и «Таинственный поезд»), Бернардо Бертолуччи («Под покровом небес»), Марко Феррери («Как хороши белые люди») и других.

## Награды
- За самый удачный фильм в её кинокарьере «Жизнь прекрасна» была номинирована на награду Гильдии киноактеров США за лучший актёрский состав.
- За фильм «Яйца вкрутую» была удостоена итальянской национальной премии «Давид ди Донателло».
- В 2002 году была членом жюри Берлинского кинофестиваля.

## Фильмография
| Год  | Русское название                     | Оригинальное название         | Персонаж                                       |
| ---- | ------------------------------------ | ----------------------------- | ---------------------------------------------- |
| 2018 | Счастливый Лазарь                    | Lazzaro felice                | маркиза Альфонсина де Луна                     |
| 2005 | Тигр и снег                          | La tigre e la neve            | Виттория                                       |
| 2004 | Я люблю работать                     | Mi piace lavorare (Mobbing)   | Анна                                           |
| 2002 | Пиноккио                             | Pinocchio                     | Голубая Фея                                    |
| 1997 | Жизнь прекрасна                      | La Vita è bella               | Дора                                           |
| 1997 | Яйца вкрутую                         | Ovosodo                       | проф. Джиованна Форнари                        |
| 1996 | С согласия Перейры                   | Sostiene Pereira              | Марта                                          |
| 1995 | Пазолини. Преступление по-итальянски | Pasolini, un delitto italiano | Грациелла Чаркосси                             |
| 1994 | Монстр                               | Il mostro                     | Джессика Роззетти                              |
| 1993 | Сын Розовой пантеры                  | Son of the Pink Panther       | Жаклин Гамбрелли                               |
| 1991 | Джонни-зубочистка                    | Johnny Stecchino              | Мария                                          |
| 1991 | Особенно по воскресеньям             | La domenica specialmente      | Николетта                                      |
| 1990 | Под покровом небес                   | The Sheltering Sky            | Француженка (в эпизоде в начале фильма в кафе) |
| 1989 | Таинственный поезд                   | Mystery Train                 | Луиза                                          |
| 1988 | Чертенок                             | Il piccolo diavolo            | Нина                                           |
| 1988 | Как хороши белые люди                | Come sono buoni i bianchi     | Луиза                                          |
| 1986 | Вне закона                           | Down by Law                   | Николетта                                      |
| 1985 | Секреты секретами                    | Segreti segreti               | Монахиня                                       |
| 1983 | Ты беспокоишь меня                   | Tu mi turbi                   | Мария                                          |